# Harlekin

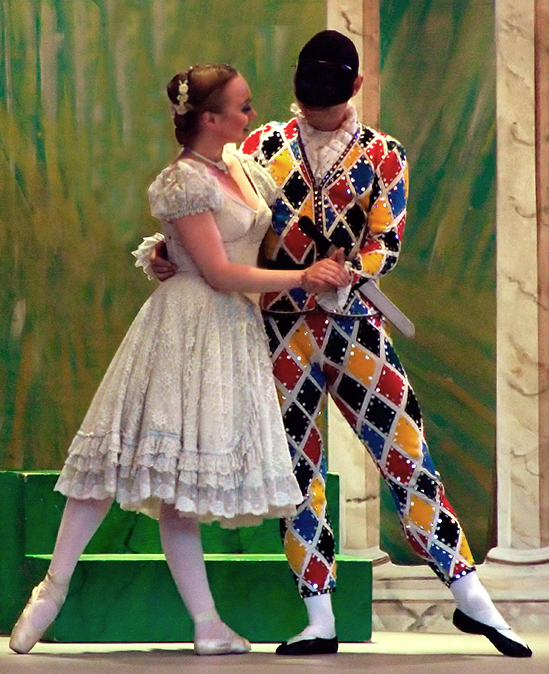
Harlekin och Columbine.

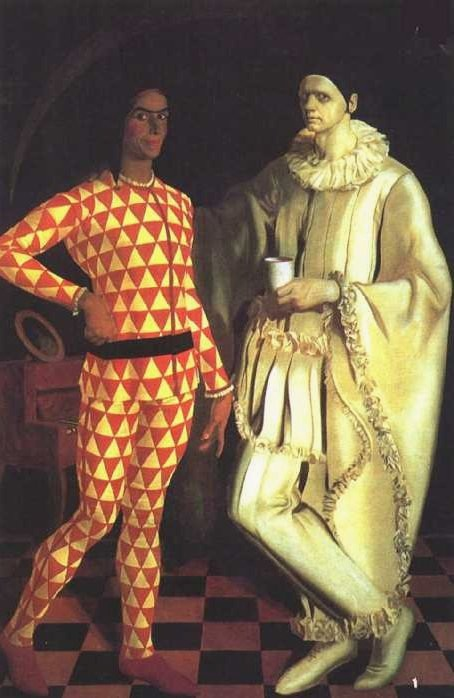
Harlekin och Pierrot. Målning (1911) av Aleksandr Jakovlev (1887–1938).

Harlekin (italienska Arlecchino) är en av centralgestalterna i klassiska commedia dell'arte. Hans dominodräkt som sluter tätt intill kroppen består av brokiga lappar i skarpa färger. Han bär ofta grå filthatt och har färgade skor, svart mask och ett kort träsvärd i bältet.
Harlekin har oftast en komisk roll som sin herres tjänare och är kärlekstörstande efter den älskade Colombina. Han är initiativrik och ofta drivkraften i föreställningen, alltid i rörelse och anger rytmen med sina halsbrytande akrobatiska infall.
I fransk teater heter figuren Crispin och i tysk Hanswurst. Ludvig Holberg gjorde Harlekin och hans älskarinna Colombine till huvudpersoner i komedin De usynlige.

## Källa
- Store norske leksikon/ Harlekin